# IC 3199
IC 3199 је спирална галаксија у сазвјежђу Дјевица која се налази на листи објеката дубоког неба у Индекс каталогу.
Деклинација објекта је + 10° 35' 46" а ректасцензија 12h 21m 45,5s. Привидна величина (магнитуда) објекта IC 3199 износи 14,0 а фотографска магнитуда 14,9. IC 3199 је још познат и под ознакама UGC 7417, CGCG 70-26, VCC 500, NPM1G +10.0296, PGC 39983.